# Ostlänken
| Schnellfahrstrecken in Schweden |                                      |                                               |                                               |
| Spurweite: | 1435 mm (Normalspur)                 |                                               |                                               |
| Stromsystem: | 15 kV 16 2/3 Hz ~                    |                                               |                                               |
| Streckengeschwindigkeit: | geplant 250 km/h, eventuell 320 km/h |                                               |                                               |
| |                                      |                                               |                                               |
| \| \| \| Västra stambanan von Södertälje \| \| \| \| \| Gerstaberg (Abzw. Ostlänken) \| \| \| \| \| Ostlänken \| \| \| \| \| Järna \| 36 m ö.h. \| \| \| \| Västra stambanan nach Katrineholm \| \| \| \| \| \| \| \| \| \| Vagnhärad \| \| \| \| \| \| \| \| \| \| \| \| \| \| \| \| \| \| \| \| \| \| \| \| \| Nyköpingsån \| \| \| \| \| \| \| \| \| \| Nyköping C \| \| \| \| \| Bahnstrecke Kolbäck–Oxelösund von Oxelösund \| \| \| \| \| \| \| \| \| \| Skavsta (Flughafen Stockholm-Skavsta) \| \| \| \| \| Bahnstrecke Kolbäck–Oxelösund nach Eskilstuna \| \| \| \| \| \| \| \| \| \| Kolmårdentunnel (≈8 km) \| \| \| \| \| Ostlänken \| \| \| \| \| Södra stambanan von Katrineholm C \| \| \| \| \| Åby (ehem. Personenhalt) \| \| \| \| \| \| \| \| \| \| Norrköping C \| \| \| \| \| Motala ström \| \| \| \| \| Ostlänken \| \| \| \| \| \| \| \| \| \| Göta-Kanal \| \| \| \| \| \| \| \| \| \| Stångådalsbanan von Hultsfred \| \| \| \| 388 \| Linköping C \| Linköping C \| \| \| \| Södra stambanan nach Nässjö \| \| |                                      |                                               |                                               |
| Strecke |                                      | Västra stambanan von Södertälje               | Västra stambanan von Södertälje               |
| ehemaliger Dienststation / Betriebs- oder Güterbahnhof |                                      | Gerstaberg (Abzw. Ostlänken)                  | Gerstaberg (Abzw. Ostlänken)                  |
| Abzweig geradeaus und ehemals nach links · Strecke von rechts (außer Betrieb) |                                      | Ostlänken                                     | Ostlänken                                     |
| Bahnhof · Bahnhof (Strecke außer Betrieb) |                                      | Järna                                         | 36 m ö.h.                                     |
| Abzweig geradeaus und nach rechts · Strecke (außer Betrieb) |                                      | Västra stambanan nach Katrineholm             | Västra stambanan nach Katrineholm             |
| Strecke (außer Betrieb) |                                      |                                               |                                               |
| Bahnhof · Bahnhof (Strecke außer Betrieb) |                                      | Vagnhärad                                     | Vagnhärad                                     |
| Strecke nach links (außer Betrieb) · Strecke von rechts (außer Betrieb) |                                      |                                               |                                               |
| Strecke (außer Betrieb) |                                      |                                               |                                               |
| Strecke (außer Betrieb) |                                      |                                               |                                               |
| Strecke von links (außer Betrieb) · Kreuzung geradeaus unten (Querstrecke außer Betrieb) · Abzweig geradeaus und nach rechts (Strecke außer Betrieb) |                                      |                                               |                                               |
| Brücke über Wasserlauf (Strecke außer Betrieb) · Brücke über Wasserlauf · Brücke über Wasserlauf (Strecke außer Betrieb) |                                      | Nyköpingsån                                   | Nyköpingsån                                   |
| Strecke (außer Betrieb) · Abzweig geradeaus und ehemals von links · Strecke nach rechts (außer Betrieb) |                                      |                                               |                                               |
| Strecke (außer Betrieb) · Bahnhof |                                      | Nyköping C                                    | Nyköping C                                    |
| Strecke (außer Betrieb) · Abzweig geradeaus und von links |                                      | Bahnstrecke Kolbäck–Oxelösund von Oxelösund   | Bahnstrecke Kolbäck–Oxelösund von Oxelösund   |
| Abzweig geradeaus und von links (Strecke außer Betrieb) · Abzweig geradeaus und ehemals nach rechts |                                      |                                               |                                               |
| Bahnhof (Strecke außer Betrieb) · Strecke |                                      | Skavsta (Flughafen Stockholm-Skavsta)         | Skavsta (Flughafen Stockholm-Skavsta)         |
| Kreuzung geradeaus oben (Strecke geradeaus außer Betrieb) · Abzweig geradeaus und nach rechts |                                      | Bahnstrecke Kolbäck–Oxelösund nach Eskilstuna | Bahnstrecke Kolbäck–Oxelösund nach Eskilstuna |
| Strecke (außer Betrieb) |                                      |                                               |                                               |
| Tunnel (Strecke außer Betrieb) · Strecke |                                      | Kolmårdentunnel (≈8 km)                       | Kolmårdentunnel (≈8 km)                       |
| Strecke nach links (außer Betrieb) · Kreuzung geradeaus unten (Querstrecke außer Betrieb) · Strecke von rechts (außer Betrieb) |                                      | Ostlänken                                     | Ostlänken                                     |
| Abzweig geradeaus und von rechts · Strecke (außer Betrieb) |                                      | Södra stambanan von Katrineholm C             | Södra stambanan von Katrineholm C             |
| Dienststation / Betriebs- oder Güterbahnhof · Strecke (außer Betrieb) |                                      | Åby (ehem. Personenhalt)                      | Åby (ehem. Personenhalt)                      |
| Abzweig geradeaus und ehemals von links · Strecke nach rechts (außer Betrieb) |                                      |                                               |                                               |
| Bahnhof |                                      | Norrköping C                                  | Norrköping C                                  |
| Brücke über Wasserlauf |                                      | Motala ström                                  | Motala ström                                  |
| Abzweig geradeaus und ehemals nach links · Strecke von rechts (außer Betrieb) |                                      | Ostlänken                                     | Ostlänken                                     |
| Strecke (außer Betrieb) |                                      |                                               |                                               |
| Brücke über Wasserlauf (Strecke außer Betrieb) |                                      | Göta-Kanal                                    | Göta-Kanal                                    |
| Abzweig geradeaus und ehemals von links · Strecke nach rechts (außer Betrieb) |                                      |                                               |                                               |
| Abzweig geradeaus und von links |                                      | Stångådalsbanan von Hultsfred                 | Stångådalsbanan von Hultsfred                 |
| Bahnhof | 388                                  | Linköping C                                   | Linköping C                                   |
| Strecke |                                      | Södra stambanan nach Nässjö                   | Södra stambanan nach Nässjö                   |

Prinzipskizze des Ostlänken

Ostlänken ist ein Eisenbahnprojekt in Schweden. Durch dessen Bau soll der Personenverkehr zwischen Stockholm, Södertälje, Nyköping, Norrköping und Linköping verbessert werden. Geplant ist eine neue zweispurige Strecke mit einer Höchstgeschwindigkeit von bis zu 250 km/h. Die neue Strecke soll Verkehrshalte in Vagnhärad, Nyköping, am Flughafen Stockholm-Skavsta sowie in Norrköping und Linköping erhalten. In Nyköping wird die Strecke so angeschlossen, dass durch den bisherigen Bahnhof nur Regionalzüge, aber keine Fernzüge mehr verkehren werden.
Ostlänken wird möglicherweise eine Fortsetzung der Götalandsbana zwischen Jönköping und Göteborg. Nach Süden von Jönköping aus wird eine künftige Hochgeschwindigkeitsstrecke, die Europabane, nach Kopenhagen oder zumindest bis Malmö sowohl von Verkehrsforschern als auch von der Regierung befürwortet.
Der Baubeginn ist für 2024[veraltet] geplant, der erste Zug über die Gesamtstrecke soll 2035 verkehren.

## Zweck der Neubaustrecke
Ostlänken verbessert den Fern- und Regionalverkehr zwischen Göteborg/Kopenhagen/Malmö und Stockholm und teilweise den Personenverkehr zwischen Norrköping/Linköping und Stockholm und ermöglicht den Ausbau des Regionalbahnverkehrs innerhalb von Östergötland. Auf einigen Abschnitten ist die Kapazität bereits an ihre Grenzen gestoßen. Nyköping erhält einen verbesserte Fernverkehrsanschluss, da der Fernzugverkehr über die Södra stambana und Katrineholm statt über Nyköping verläuft, weil die zweispurige Strecke Järna–Åby im Vergleich zur kurvigen einspurigen Strecke über Nyköping deutlich schneller befahren werden kann.

## Entwicklung seit 1989
Der Schienenpersonenverkehr auf der Strecke Stockholm–Göteborg verläuft heute hauptsächlich nördlich des Vättern über Skövde. Der Personenverkehr südlich von Stockholm folgt bis Järna der gleichen Strecke wie die Züge nach Göteborg. Ein Teil des Regionalzugverkehrs verkehrt über Nyköping und trifft in Norrköping wieder auf diese Strecke. Eine andere Route in Richtung Süden führt über Katrineholm und dann direkt nach Süden in Richtung Norrköping und dann über Linköping, Mjölby, Nässjö, Alvesta nach Malmö.
Diese Strecke wurden vor langer Zeit gebaut und hat durch ihre Führung ein begrenztes Geschwindigkeitspotential. Der Abschnitt Flemingsberg–Järna wurde 1995 eingeweiht. 1990 betrug die Fahrzeit zwischen Stockholm und Nyköping etwas mehr als eine Stunde. Für die gesamte Strecke Stockholm–Linköping wurden etwas mehr als zwei Stunden benötigt.
Im November 1989 veröffentlichten SJ den Bericht „Utredningen om nya och bättre spår in i 2000-talet“ (SJ Stab Strategisk utveckling). Der Bericht (deutsch etwa: Untersuchung über neuere und bessere Wege ins 21. Jahrhundert) enthielt eine Liste über Investitionen. Es gab einen Stufenplan: die erste Stufe mit Gesamtinvestitionen von 11 Mrd. SEK (Preisniveau Januar 1990) und eine zweite Stufe mit 40 Mrd. SEK. Der Ostlänken war jedoch nicht darin enthalten.
Die ersten Pläne zum Bau einer neuen Hochgeschwindigkeitsstrecke zwischen Stockholm und Skåne wurden im März 1991 in dem Artikel Kan snabbtågsystemen bli billigare? – Können Schnellzugsysteme billiger werden? – (Zeitschrift TÅG, 2/91, Seiten 9–13). Im Oktober 1991, ergänzt im März 1992, veröffentlichten SJ einen stark überarbeiteten Bericht: Ett marknadsanpassat framtida järnvägssystem – Ein marktangepasstes Eisenbahnsystem der Zukunft. Auf Seite 27 des Berichts wird ein neuer Hochgeschwindigkeitsabschnitt für die Strecke Järna–Nyköping–Norrköping–Linköping mit insgesamt 8 Mrd. SEK (Preisniveau 2020) oder ungefähr 530 Mio. SEK pro Meile (Preisniveau 2020) erwähnt.
Banverkets offizielle Untersuchungen wurden im Dezember 2008 abgeschlossen, etwa 17 Jahre nach dem ersten Vorschlag für einen neuen Ausbau der Strecke (Stockholm)–Järna–Nyköping–Norrköping–Linköping.
2010 gewann das bürgerliche Bündnis die Wahl, doch Finanzminister Anders Borg erklärte, die Baukosten für die Ostlänken seien zu hoch. Auch die Infrastrukturministerin Catharina Elmsäter-Svärd war gegen den Bau des Ostlänken. Die Abgeordnete Åsa Torstensson von der Centerpartiet äußerte sich positiver und ließ eine eingehende Untersuchung durchführen.
2012 kündigte die Regierung an, 30 Milliarden Kronen in den Bau des Ostlänken investieren zu wollen und die Flughäfen Skavsta und Landvetter mit der Bahn zu verbinden, allerdings ohne dieses Geld bereitzustellen.
Es gab Unklarheiten zu Bahnhofsstandorten und zur Mitfinanzierung durch die Anliegerkommunen. Daher wurde zwischen 2015 und 2017 die Verhandlungsrunde „Sverigeförhandlingen“ durch ein Regierungsbüro durchgeführt, das mit der Finanzierung der geplanten Hochgeschwindigkeitsstrecken im Land beauftragt ist. Dies führte unter anderem dazu, dass Ostlänken, der außerhalb von Linköping enden sollte, nun bis zum jetzigen Bahnhof führen soll. Linköping hatte einen Tunnel für alle Züge durch die Stadt gefordert, was die Regierung nicht bezahlen wollte. Die Kommune erklärte sich zur Beteiligung bereit, als der Staat die Hochgeschwindigkeitsstrecke um Linköping herum bauen wollte.
Im Juni 2018 erteilte die Regierung die umwelt- und planungsrechtliche Genehmigung zum Bau des Ostlänken. Die Genehmigung enthielt einige Auflagen, die weiter untersucht werden müssen. Im Jahr 2019 wurde der Baubeginn auf 2021 und die Fertigstellung auf 2035 geschätzt. Die archäologischen Ausgrabungen begannen im Jahr 2018.
2020 wurden aufgrund kostentreibender Forderungen von verschiedenen Seiten neue Kostenkalkulationen durchgeführt, nicht zuletzt durch die Streckenführung durch städtischen Gebiete. Dies führte dazu, dass die Regierung Trafikverket aufforderte, die Kosten zu senken. Die Strecke in Norrköping würde größtenteils durch einen Tunnel führen und rund 10 Milliarden SEK kosten. Trafikverket schlug vor, die Hochgeschwindigkeitsbahnhöfe von Norrköping als auch von Linköping außerhalb der Stadt zu errichten. Dies erforderte eine Neuplanung mit neuen Untersuchungen und veränderten Zeitplänen.

## Weitere Planungen und Entscheidungen
Ostlänken sollte für den Reisezugverkehr für Höchstgeschwindigkeiten von 320 km/h ausgelegt werden. Dies löste eine Debatte darüber aus, ob 250 km/h als Höchstgeschwindigkeit ausreichen würden, da bei einer Strecke für von 320 km/h die geschätzten Kosten in die Höhe schnellen würden. Da in Schweden noch keine Strecke für 320 km/h gebaut wurde, sind die Anforderung wie zum Beispiel an Bodenstabilität bei Frost in Schweden nicht festgelegt. Es wurden mehrere Strecken für 250 km/h gebaut, auf denen jedoch nicht schneller als 200 km/h gefahren wird.
Entlang der Strecke Linköping–Norrköping hat Trafikverket von den möglichen geplanten Korridoren die nördlichen Variante mit der Strecke Linköping C–Bäckeby und zwischen Bäckeby–Norrköping C–Norrköping (Loddby) ausgewählt. In Norrköping gibt es den Vorschlag, den gesamten Bahnhof etwas nach Norden auf ein Viadukt zu verlegen.
Auf dem Abschnitt Norrköping–Järna hatte Banverket im März 2010 den „Röd korridor“ (Roter Korridor) gewählt. Er verläuft hauptsächlich entlang der E4, aber nördlich von Nyköping und über den Flughafen Skavsta außerhalb bebauter Gebiete, und endet nördlich von Järna.
Trafikverket will eine Nebenstrecke über Nyköping führen, damit die Pendler der Stadt mit 30.000 Einwohnern mit Regionalzügen Stockholm erreichen können. Diese Variante bietet den Fernzügen eine Möglichkeit, Regionalzüge ohne Zeitverlust zu überholen, denn das Überholen auf einem Bahnhof der Neubaustrecke erfordert einen längeren Aufenthalt für den Regionalzug.
Banverket hatte die Fahrzeit zwischen Loddby (unmittelbar nördlich von Norrköping) und dem Anschluss an die Västra stambana nördlich von Järna für Fernzüge auf 22 Minuten und für Regionalzüge auf 31 Minuten geschätzt. Zwischen Linköping und Norrköping wird bei einer Durchschnittsgeschwindigkeit von etwa 225 km/h eine Fahrzeit von 12 Minuten prognostiziert. Der Bahnhof Kolmården an der alten Strecke wird als neuer Endbahnhof für Nahverkehrszüge beibehalten. Östlich von Järna verkehren die Züge auf der 1995 eingeweihten Grödingebana, die für Höchstgeschwindigkeiten von bis zu 250 km/h für Fernverkehrszüge ausgelegt ist. Heute fahren Reisezüge mit 200 km/h auf dieser Strecke.
Um Geschwindigkeiten von 320 km/h halten zu können, müsste die neue Strecke weit außerhalb der Ortschaften verlegt werden, um Lärm und Erschütterungen zu vermeiden. Auf Bahnhöfen ohne Planhalt fahren die Züge mit über 200 km/h durch, was aus Lärm- und Sicherheitsgründen ein separates Gleis ohne Bahnsteig erfordert.
Nach dem Untersuchungsbericht werden durch den Ostlänken die Bahnhöfe Linköping, Norrköping, Skavsta, Nyköping und Vagnhärad bedient. Anfragen für Halte in Åby, Krokek, Hölö und Järna wurden abgelehnt. Entlang der alten Hauptstrecke soll es deutlich mehr Halte für die Nahverkehrszüge zwischen Linköping und Norrköping geben. Im Jahr 2014 begann die Debatte, mit dem Ostlänken bequem den Flughafen Skavsta zu erreichen, wobei der Vorschlag unterbreitet wurde, den Bahnhof am Flughafen Skavsta auf die gleiche Weise wie am Flughafen Arlanda unterirdisch zu verlegen. Diese Variante wurde jedoch nicht berechnet.
Die Regionalzüge auf dieser Strecke sollen mit einer Höchstgeschwindigkeit von 250 km/h verkehren. Mälardalstrafik hat jedoch 2019 neue Züge Transitio ER1 von Stadler mit einer Höchstgeschwindigkeit von 200 km/h in Betrieb genommen, die ebenso wie die Regionalzüge des Typs X40 der SJ mit gleicher Höchstgeschwindigkeit aufgrund ihrer Lebensdauer unabhängig davon wohl hier eingesetzt werden.

## Situation im Jahr 2023
Trafikverket hat zwei Vergabeverfahren ausgeschrieben:
- Die Strecke zwischen Gerstaberg und Sillekrog beinhaltet eine rund 26 km neue zweispurige Strecke sowie das neue Reisezentrum in Vagnhärad. Ein Großteil der Strecke soll im Tunnel oder auf Brücken verlaufen. Der längste Tunnel wird etwa vier Kilometer lang sein und unter dem Naturschutzgebiet Tullgarn verlaufen, die längste Brücke wird eine Länge von 1700 m haben. Das Gesamtvolumen ist mit mehr als 10 Mrd. SEK (880 Mio. EUR) angesetzt.
- Die Strecke zwischen Sillekrog und Skavsta ist eine 36 km neue zweispurige Strecke, dazu kommen rund 14 km Neben- und Anschlussstrecken sowie das Reisezentrum am Flughafen Skavsta. Die Streckenplanung schließt Dämme, Brücke und Einschnitte ein und verläuft zu einem großen Teil entlang der Autobahn E4. Die Kostenhöhe entspricht in etwa dem Abschnitt Gerstaberg–Sillekrog.[10]